# Dony
Corneliu Constantin Donici (n. 20 noiembrie 1981, Brașov), cunoscut sub numele de scenă Dony, este un cântăreț și producător român de muzică pop-dance.

## Debut și activitate
Odată cu lansarea melodiei „Sexy Thing” (2008), toată muzica dance-house din România și Europa Centrală a suferit o schimbare majoră prin apariția așa-numitului stil „popcorn”, stil care dă numele albumului făcut de Dony și David Deejay, lansat în februarie 2010, când Dony s-a făcut remarcat prin vocea lui specială. Dony a realizat cu David Deejay hit-uri de succes, precum „Sexy Thing” (2008), „Nasty Dream” (2008), „So Bizzare” (2009) și „Temptation” (2010). Dony a lansat, de asemenea, hit single-ul „Samba” (2009), un featuring cu vedeta pop Andreea Bănică. În februarie 2011, apare „Hot Girls”, colaborarea cu faimoasa cântăreață Elena Gheorghe, piesa de pe urma căreia Dony și-a făcut o carieră solo.
În calitate de producător, el a realizat - pentru AlexUnder Base (Alexandru Enache) - hit-urile „Privacy”, „Drums” și noua producție „Call Again”.
Dony a lansat, în septembrie 2011, un nou single pe canalul lui oficial de YouTube - „Milkshake” - care a avut mai mult de 600.000 de vizualizări într-o lună și jumătate.
Pe 3 iunie 2022 Dony lansează "Love me like u do"

## Discografie
Albume
- Popcorn (feat. David Deejay, 2010)

Single-uri
- Sexy Thing (feat. David Deejay, 2008)
- Nasty Dream (feat. David Deejay, 2008)
- So Bizarre (feat. David Deejay, 2009)
- Samba (feat. Andreea Bănică, 2009)
- Milkshake (feat. Adena, 2011)
- Hot Girls (Elena & Dony, 2011-2012)
- Mi Hermosa (featuring Alex Mica, 2012)

## Poziții în topuri
| An        | Titlu                    | Poziție maximă | Poziție maximă | Poziție maximă | Album |
| An        | Titlu                    | RO             | DE             | AT             | Album |
| --------- | ------------------------ | -------------- | -------------- | -------------- | ----- |
| 2011-2012 | „Hot Girls” (feat Elena) | ?              | 91             | 71             |       |